# Pogonocherus anatolicus
Pogonocherus anatolicus är en skalbaggsart som beskrevs av Daniel K. 1898. Pogonocherus anatolicus ingår i släktet Pogonocherus och familjen långhorningar. Inga underarter finns listade i Catalogue of Life.